# 두모항 (거제시)
두모항은 경상남도 거제시 장목면 관포리에 있는 어항이다. 2003년 2월 3일 어촌정주어항으로 지정하여 관리하고 있다. 시설관리자는 거제시장이다.

## 어항 연혁
- 관포(冠浦)의 남쪽 신봉산(神鳳山) 자락의 높은 곳이라 머리와 머리카락을 상징하여 두모실이라 하였다.

## 어항 구역
- 수역: 미지정(거제시 장목면 관포리 109-3번지 수역)
- 육역: 미지정

## 어항 시설
- 방파제

## 주요 어종
- 대구, 물메기, 아귀, 광어 등